# Атлетика на Летњим олимпијским играма 1904 — 800 метара за мушкарце
Дисциплина трчања на 800 метара за мушкарце, била је, трећи пут, једна од атлетских дисциплина на Олимпијским играма 1904. у Сент Луису. Одржана је 1. септембра на стадиону Франсис филд. Учествовало је 13 такмичара, из 3 земље.

## Земље учеснице
- САД (10)
- Канада(2)
- Немачко царство (1)

## Рекорди пре почетка такмичења
| Најбољи резултат на свету | 1:53,4(*)   | Чарлс Килпатрик | САД | Њујорк (САД)     | 21. септембар, 1895. |
| Олимпијски рекорд         | 1:59,0 (••) | Дејвид Хол      | САД | Париз, Француска | 14. јул 1900.        |

• = постигнуто на стази од 880 јарди (= 804,68 м)

•• = резултат постигнут на стази чији је круг износио 500 метара (уместо 400)

## Освајачи медаља
|                  |                      |                    |
| Џим Лајтбоди САД | Хауард Валентајн САД | Емил Брајткруц САД |

## Нови рекорди после завршетка такмичења
| Олимпијски рекорд | 1:56,0 | Џим Лајтбоди | САД | Сент Луис, САД | 1. септембар 1904. |

## Резултати
| Место | Атлетичар                     | Резултат | Напомена |
| ----- | ----------------------------- | -------- | -------- |
|       | Џим Лајтбоди САД              | 1:56,0   | ОР       |
|       | Хауард Валентајн САД          | 1:56,3   |          |
|       | Емил Брајткруц САД            | 1:56,4   |          |
| 4     | Џорџ Андервуд САД             | 1:56,5+  |          |
| 5     | Јоханес Рунге Немачко царство | 1:57,1+  |          |
| 6     | Вилијам Вернер САД            |          |          |
| 7-13  | Џорџ Бонаг САД                |          |          |
| 7-13  | Харви Кон САД                 |          |          |
| 7-13  | Питер Дир Канада              |          |          |
| 7-13  | Лејси Херн САД                |          |          |
| 7-13  | Џон Џ. Џојс { САД             |          |          |
| 7-13  | Џон Пек Канада                |          |          |
| 7-13  | Пол Пилгрим { САД}            |          |          |

+ процена